# SM U-11 (1910)
SM U-11 – niemiecki okręt podwodny typu U-9 zbudowany w Kaiserliche Werft, Gdańsk w latach 1908-1911. Wodowany 2 kwietnia 1910 roku, wszedł do służby w Cesarskiej Marynarce Wojennej 21 września 1910 roku, a jego dowódcą został kapitan Ferdinand von Suchodoletz. U-11 w czasie dwóch patroli nie odniósł żadnego zwycięstwa. 1 sierpnia 1914 roku został przydzielony do I Flotylli.
W czasie patrolu bojowego na Morzu Północnym, 9 grudnia 1914 roku u wybrzeży Belgii na wysokości Veurne, U-11 wpadł na minę. Cała 29-osobowa załoga zginęła.